# Дніпрові хвилі
«Дніпро́ві хви́лі» — ілюстрований український двотижневик, що в 1910⁣ — ⁣1913 роках виходив у Катеринославі.
Виходив з ініціативи Миколи Богуславського та редакцією Кузьми Котова (1910—1913 ч. 3). На думку Варфоломія Ігнатієнка у 1910—1911 роках журнал фактично редагував Дмитро Дорошенко, у 1912—1913 роках — Микола Новицький. Останній номер редагувала Євгенія Павловська (1913 ч. 4 — 23/24).
На сторінках журналу висвітлювалися: актуальні питання суспільного життя, популяризація української етнографії та історії, мовна політика, розвиток українського національного руху в Російській імперії. Публікувалась також проза та поезія низки авторів: Дмитра Яворницького, Трохима Романченка, Миколи Кузьменка, п'єса «Хавромантій» Тетяни Сулими-Бичихиної, оповідання Варвари Чередниченко, казка «Трьомсин-богатир» Івана Манжури, літературні портрети культурних діячів, статті Дмитра Яворницького, Василя Біднова та інших.
Двотижневик приділяв увагу розвитку аматорського театру та музичних виконавців на селі, чим сприяв створенню нових театрів. 
Останній номер журналу вийшов 25 грудня 1913 року. 

## Історія

### Заснування
Мета заснування часопису обумовлена потребою національного відродження українців. Редакція поставала за ціль «широкий й вільний розвиток духових сил», відстоювання права на українську школу, наукову діяльність, вживання української мови в громадсько-політичному середовищі. Засновники також керувались принципом економічної кооперації серед українців та підтримку один-одного на засадах самопомочі.

### Тематика та автори
На сторінках двотижневика висвітлювались актуальні питання, пов’язані з участю українців в державному та громадському житті Російської імперії «Українська справа в Думі», «П. М. Милюков про українську справу», Сергія Єфремова «Не к Різдву йде», позицію української групи депутатів в російській Думі.
Мовна проблематика представлена статтями Івана Лучицького «Справа української школи в Державній Думі», повідомлення про політичні акції захисту української мови «Голос народу», цикл літературних творів та публіцистичних статей Івана Нечуя-Левицького «Школа повинна бути національна». Висвітлювалась також тематика освіти й хроніка організацій «Просвіта», Наукового товариства імені Шевченка, статті на тему історії освіти «Сторінка з історії освіти на Україні», її видавничу справу, питання наукової термінології тощо.
Редакція вела боротьбу за подолання комплексу «малоросійства» серед українців статтями «Стара пісня, або Українобоязнь», «Нікчемна спадщина», полемізувала з російськими часописами у звинуваченні українського руху в сепаратизмі «Мазепинці чи Богданівці», «Що про нас пишуть (М. Струве і М. Горький)». Інформував про заснування українських часописів та інші видання.
"Дніпрові хвилі" також висвітлювали події підавстрійської Галичини та її культурний розвиток під рубрикою «З Галицької України»: «Поляки та українці в Галичині», «Великий момент в житті галицької України», публікувались репортажі з відстоювання української молоді заснування у Львові українського університету. 
Присвячена низка статей про кооперативний рух селян «Кооператор. Наше місце в кооперації», проблематику фахівців в питанні аграрної справи серед українців. 
Значна кількість статей присвячена історії Запоріжжя: Василя Біднова «Новий рік на Запоріжжі», «Останній кошовий запорожський П. Калнишевський», «Про запорожські зімовники». Пам’ятки архітектури описував Тарас Краснопільський «Старі Койдаки». Історія кубанського козацтва та інших авторів. 
Публікувались біографічні матеріали про Дмитра Яворницького, Якова Новицького, Василя Корнієнка, Григорія Залюбовського, Ганни Барвінок, Бориса Грінченка, Лесі Українки, Пантелеймона Куліша, Івана Франка, Івана Манжуру, Тараса Шевченка та інших. Спогади Дмитра Дорошенка про заснування й відкриття пам’ятника Іванові Котляревському. 

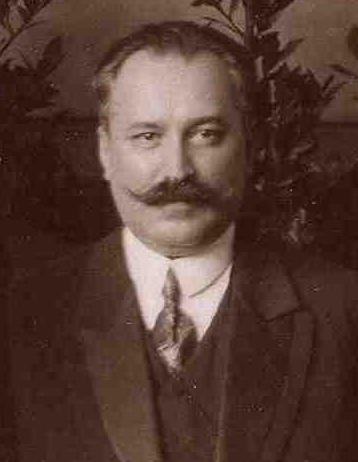
Дмитро Дорошенко
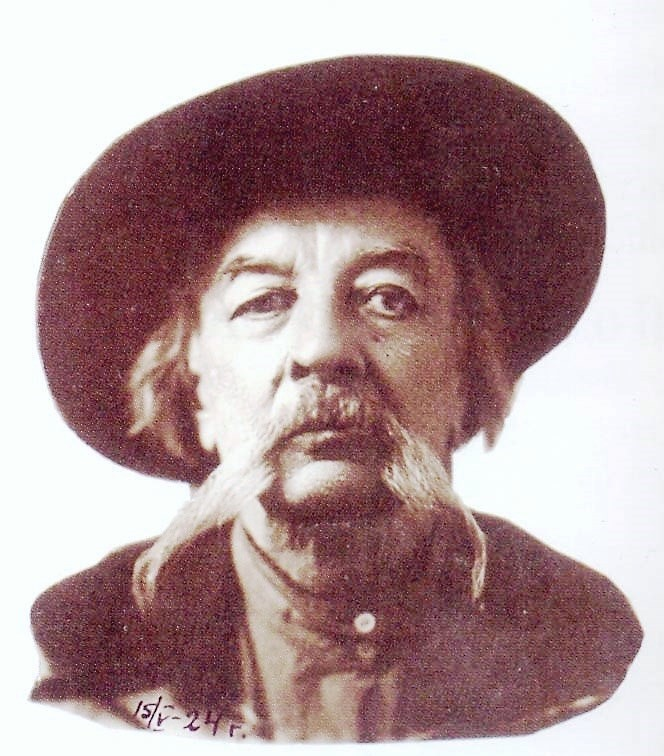
Кузьма Котов
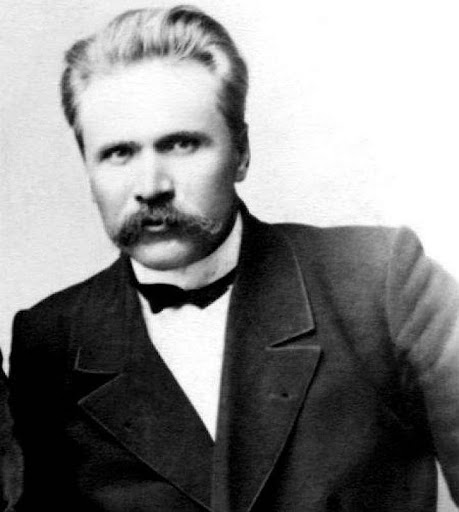
Дмитро Яворницький

Театральна проблематика представлена оглядами аматорських українських театрів, відгуки на гастролі театральних груп. На сторінках часопису з Миколою Садовським про аспекти театру дискутував Дмитро Дорошенко. Музичне життя висвітлювало діяльність українського музико-драматичного гуртка «Кобзар», популяризації української народної пісні та виконання пісень українською.
Літературні сторінки двотижневика містили драматичний твір Тетяни Сулими-Бичихиної, історичні оповідання Любов Біднової, Адріана Кащенка, Миколи Новицького, Варвари Чередниченко, Дмитра Яворницького. Публікувались поезії Якова Жарка, Костянтина Зленка, К. Дьяконова, Т. Романченка, Валер’на Тарноградського та інших. Впродовж 1913 року розміщувалась казка-поема Івана Манжури «Трьомсин-Богатирь».
Окремою рубрикою розміщувались фольклорні твори, перекази, легенди, які записував Микола Новицький. Тижневик завоював симпатію та підтримку широкої української громадськості та був найкращим із регіональних українських видань.

### Закриття
Останнє число 23/24 журналу від 25 грудня 1913 року містив повідомлення про закриття часопису через матеріальний та людський фактор малої кількості дописувачів.